# Maasser ani
Le Ma'asser 'Ani (hébreu מעשר עני, dîme du pauvre) fait référence à l'obligation de prélever un dixième du produit de la récolte de la troisième et de la sixième année du cycle septennal de la terre pour les pauvres au temps des Temples de Jérusalem.
Le judaïsme orthodoxe considère que les prescriptions qui se rattachent à cette dîme ainsi qu'autres dîmes d'origine biblique, comme la teroumat hamaasser, le maasser rishon et le maasser sheni, demeurent d'actualité pour les produits ayant poussé au cours de l'année en terre d'Israël, et n'autorisent pas la vente de produits des arbres et de la terre tant que ces dîmes n'ont pas été prélevées. Cependant, en l'absence du Temple de Jérusalem, les dîmes prélevées sont rachetées au moyen d'une somme, qui peut être nominale et ne représente pas forcément la contre-valeur de la production. Des précautions sont cependant prises pour que la somme ne puisse plus être utilisée, ainsi qu'environ un pour cent de la récolte, représentant les dîmes.
En ce qui concerne le ma'asser 'ani, le judaïsme orthodoxe considère comme méritoire de se décharger de son obligation en donnant une partie de son revenu, idéalement un dixième, à la tzedaka. Cette somme est appelée mas'aser ksafim. Il semblerait qu'elle ait été mentionnée pour la première fois dans un midrash cité par Tossefot Ta'anit 9a.

## Le ma'asser 'ani dans la Bible hébraïque
Les lois fondamentales du ma'asser 'ani sont exposées dans le livre du Deutéronome.

## Le ma'asser 'ani dans le Talmud
Le ma'asser 'ani est évoqué tant dans le Talmud de Babylone que dans le Talmud de Jérusalem, mais leurs conclusions sont différentes:
- selon le Talmud de Babylone[2], la règle générale est que l'on devrait prélever sur sa récolte l'équivalent de deux repas; devant cette provision plutôt modeste, Rabbi Yehouda maudit celui qui nourrirait son père avec la dîme du pauvre.
- selon la Gemara du Talmud de Jérusalem sur le traité Péa (qui ne possède pas de correspondance dans le Talmud babylonien), les 10 % à donner aux pauvres sont à prélever non seulement sur sa récolte mais aussi sur ses possessions propres.